# 양평대교
양평대교(楊平大橋)는 경기도 양평군 강상면에서 양평군 옥천면을 잇는 총연장 1,000m의 남한강의 다리이다. 중부내륙고속도로를 구성하는 고속도로 교량으로, 남양평 나들목과 양평 나들목 사이에 위치하고 있다.

## 역사
- 2002년 12월 20일 : 중부내륙고속도로의 여주 분기점 ~ 양평 나들목 구간이 착공하면서 동시에 착공하였다.
- 2012년 12월 28일 : 중부내륙고속도로의 북여주 나들목 ~ 양평 나들목 구간이 완공과 동시에 개통했다.

## 정보
- 운송수단 : 중부내륙고속도로
- 교차지점 : 남한강
- 장소 : 양평군
- 시공 :
- 준공 : 2012년 12월 28일